# 森川重信
森川 重信（もりかわ しげのぶ）は、下総生実藩の第3代藩主。

## 生涯
正保2年（1645年）、第2代藩主・森川重政の次男として生まれる。長兄の重般が病弱のため廃嫡された後、父から世子に指名された。寛文3年（1663年）、父の死去により家督を継ぎ、12月28日に従五位下・出羽守に叙位・任官する。
元禄5年（1692年）6月27日、病気により家督を長男の俊胤に譲って隠居する。宝永3年（1706年）6月7日に死去した。享年62。

## 系譜
父母
- 森川重政（父）
- 板倉重宗の娘（母）

正室
- 井上正利の娘

子女
- 森川俊胤（長男）生母は正室
- 森川俊央（次男）
- 戸田氏紀（三男）
- 森川俊勝室